# Lena Goeßling
Lena Goeßling (Bielefeld, 8 marzo 1986) è un'ex calciatrice tedesca, di ruolo centrocampista.
Durante la sua carriera, sempre nel campionato tedesco, ha disputato 17 stagioni in Frauen-Bundesliga con tre diverse società, conseguendo i maggiori successi vestendo la maglia del Wolfsburg con cui si è laureata per cinque volte Campione di Germania, ha conquistato sei Coppe di Germania e due Champions League. Ha inoltre indossato la maglia della nazionale tedesca dalle giovanili, conquistando con l'Under-19 un Europeo e un Mondiale, entrambi nel 2004, alla nazionale maggiore, conquistando una medaglia d'oro olimpica e un Europeo.

## Carriera

### Club
Goeßling cominciò la carriera con la maglia del Gütersloh. Successivamente, fu in forza al Bad Neuenahr, per poi accordarsi con il Wolfsburg.
Il 16 maggio 2016, con l'ultimo incontro del campionato 2015-2016, raggiunge la 200ª partita in Frauen-Bundesliga.

## Palmarès

### Club

#### Titoli nazionali
- Campionato tedesco: 6

Wolfsburg: 2012-2013, 2013-2014, 2016-2017, 2017-2018, 2018-2019, 2019-2020
- Coppa di Germania: 7

Wolfsburg: 2012-2013, 2014-2015, 2015-2016, 2016-2017, 2017-2018, 2018-2019, 2019-2020

#### Titoli internazionali
- UEFA Women's Champions League: 2

Wolfsburg: 2012-2013, 2013-2014

### Nazionale
- Campionato d'Europa: 1

2013
- Campionato d'Europa under 19: 1

2004
- Campionato mondiale under 20: 1

2004
- Algarve Cup: 1

2014
- Oro olimpico: 1

Rio de Janeiro 2016

### Individuali
- Miglior costruttrice di gioco dell'anno IFFHS: 1

2013